# Hebius flavifrons
Hebius flavifrons är en ormart som beskrevs av Boulenger 1887. Hebius flavifrons ingår i släktet Hebius och familjen snokar. Inga underarter finns listade i Catalogue of Life.
Arten förekommer på Borneo. Den lever i låglandet och i bergstrakter upp till 1300 meter över havet. Hebius flavifrons är vanligast i områden som ligger cirka 500 meter över havet. Denna orm hittas vanligen vid klara vattendrag i skogar. Kanske är den liksom andra släktmedlemmar allmänt anpassad till våtmarker. Honor lägger ägg.
Vattenföroreningar är det största hotet mot Hebius flavifrons. I förorenade vatten saknas grodyngel som är en av ormens huvudbyten. Populationen bedöms fortfarande vara stabil. IUCN kategoriserar arten globalt som livskraftig.